# Boevange-sur-Attert
Boevange-sur-Attert é uma comuna do Luxemburgo, pertence ao distrito de Luxemburgo e ao cantão de Mersch.

## Demografia
Dados do censo de 15 de fevereiro de 2001:
- população total: 1.760
  - homens: 915
  - mulheres: 845
- densidade: 93,27 hab./km²
- distribuição por nacionalidade:

| Nacionalidade  | População | %      |
| -------------- | --------- | ------ |
| luxemburgueses | 1.443     | 81,99% |
| estrangeiros   | 317       | 18,01% |
| - portugueses  | 90        | 5,11%  |
| - franceses    | 26        | 1,48%  |
| - italianos    | 18        | 1,02%  |
| - belgas       | 77        | 4,38%  |
| - alemães      | 35        | 1,99%  |
| - iuguslavos   | 17        | 0,97%  |
| - outros       | 54        | 3,07%  |

- Crescimento populacional:

| Ano        | População |
| ---------- | --------- |
| 15/02/2001 | 1.760     |
| 01/01/2002 | 1.767     |
| 01/01/2003 | 1.735     |
| 01/01/2004 | 1.761     |
| 01/01/2005 | 1.824     |